# Richard Williamson
Richard Nelson Williamson (Londra, 8 marzo 1940 – Margate, 29 gennaio 2025) è stato un vescovo britannico scomunicato ma successivamente reintegrato dalla Chiesa cattolica e poi nuovamente scomunicato, divenuto famoso nel 2009 per lo scandalo internazionale suscitato dalle sue posizioni negazioniste dell'Olocausto.
Inizialmente membro della Fraternità Sacerdotale San Pio X, fu scomunicato nel 1988 da papa Giovanni Paolo II perché consacrato senza mandato pontificio dall'arcivescovo Marcel Lefebvre e dal vescovo Antônio de Castro Mayer, iniziativa che la Santa Sede considerò al pari di un atto scismatico. Ottenne la remissione della scomunica da papa Benedetto XVI il 21 gennaio 2009 ma rimase sospeso a divinis (la Sala Stampa della Santa Sede ha precisato che la remissione della scomunica «non ha nulla a che vedere con una legittimazione delle posizioni negazioniste dell’olocausto») sine die. Il 4 ottobre 2012 viene espulso dalla Fraternità Sacerdotale San Pio X per essersi rifiutato di manifestare il rispetto e l'obbedienza dovuti ai suoi superiori. In dissenso alle direttive della FSSPX fonda nel 2014 l'Unione sacerdotale Marcel Lefebvre. Il 19 marzo 2015 incorre nuovamente nella scomunica latae sententiae per l'ordinazione episcopale senza mandato pontificio di Jean-Michel Faure; il 19 marzo 2016 consacra vescovo anche il benedettino Tomas de Aquino (Miguel Ferreira da Costa); il 12 maggio 2017 consacra vescovo Fr. Gerardo Zendejas e nel 2021, consacra don Giacomo Ballini. Il 14 febbraio 2022, consacra don Paul Morgan. Nell’agosto 2022 consacra don Michał Stobnicki.

## Biografia
Nato da genitori anglicani, Williamson, dopo aver studiato al Winchester College, si era laureato in letteratura all'Università di Cambridge e, dopo essere emigrato in Africa, ha iniziato la carriera di docente in Ghana. Convertitosi al cattolicesimo grazie all'influenza di Malcolm Muggeridge, entrò al seminario di Ecône nell'ottobre 1972. Ordinato sacerdote il 29 giugno 1976 dall'arcivescovo Marcel Lefebvre, fu successivamente professore, poi vicedirettore, quindi direttore del seminario di Ridgefield, nello stato del Connecticut, Stati Uniti d'America, dove già era solito manifestare pubblicamente le sue idee antisemite. Il 30 giugno 1988, dopo essere stato consacrato vescovo senza l'autorizzazione della Santa Sede e di conseguenza scomunicato, ha mantenuto la funzione di direttore del seminario di Winona nel Minnesota.
Nel giugno del 1988 l'arcivescovo Marcel Lefebvre annunciò l'intenzione di consacrare Williamson e altri tre sacerdoti al ruolo di vescovi. Lefebvre non aveva il mandato pontificio, normalmente richiesto dal canone 1382 del Codice di diritto canonico. Il 17 giugno 1988 il cardinal Bernardin Gantin, prefetto della Congregazione per i Vescovi, gli trasmise un'ammonizione canonica per ricordargli che sarebbe stato scomunicato se fosse stato ordinato da Lefebvre.
Il 30 giugno 1988 Williamson e gli altri tre preti furono ordinati vescovi, così il 1º luglio il cardinal Gantin emise la dichiarazione ufficiale per la quale Lefebvre, Mons. Antônio de Castro Mayer, Williamson e gli altri tre neo-ordinati vescovi erano incorsi nella scomunica latae sententiae (cioè ipso facto, per il solo fatto d'aver commesso il delitto).
Il 2 luglio 1988 papa Giovanni Paolo II rese pubblica la lettera Ecclesia Dei, nella quale confermava la scomunica, descrivendo la consacrazione non autorizzata come un grave atto di disobbedienza al Pontefice, che mina l'unità della Chiesa, e dichiarando che la consacrazione episcopale senza mandato romano, che di fatto disconosce il primato di Pietro, costituisce un vero e proprio atto scismatico. Williamson respinse la validità della scomunica, asserendo che le ordinazioni erano necessarie vista la grave crisi dottrinale e morale in cui, secondo i lefebvriani, versa la Chiesa cattolica.
Nel 1989 la Royal Canadian Mounted Police svolse indagini sul vescovo lefebvriano dopo un suo intervento pubblico, nel Québec, in cui esponeva opinioni revisioniste: in quell'occasione sostenne che non un solo ebreo sarebbe stato ucciso nelle camere a gas ("There was not one Jew killed in the gas chamber. It was all lies, lies, lies!"). Le indagini si conclusero con un'archiviazione.
Dopo la sua consacrazione, Williamson è rimasto rettore del seminario San Tommaso d'Aquino e ha preso parte a diverse funzioni episcopali, comprese la celebrazione del sacramento della cresima e nuove ordinazioni. Nel 1991 ha assistito alla consacrazione a vescovo di Licínio Rangel per l'Unione sacerdotale San Giovanni Maria Vianney, dopo la morte del suo fondatore Antônio de Castro Mayer. Nel 2003 è stato nominato direttore del seminario di La Reja in Argentina.
Nel 2006 Williamson ha ordinato due sacerdoti e sette diaconi a Varsavia, in Polonia, per la Fraternità San Giosafat d'Ucraina, un gruppo guidato dal prete Basil Kovpak, scomunicato nel 2003 dalla Chiesa greco-cattolica ucraina; la scomunica fu prima dichiarata nulla per un vizio procedurale e definitivamente confermata nel novembre 2007. Quest'atto fu considerato illecito dalla Chiesa cattolica perché Williamson aveva violato i canoni 1015 §1 e 1017 del Codice di diritto canonico e, agendo fuori dalla sua giurisdizione, non aveva né il permesso del vescovo della diocesi, né le necessarie lettere dimissorie, che l'avrebbero autorizzato a ordinare ovunque.
Il 21 gennaio 2009, dopo la richiesta avanzata dal vescovo Bernard Fellay, con l'autorizzazione del papa Benedetto XVI, è stata revocata dal prefetto della Congregazione per i Vescovi la scomunica latae sententiae del 1º luglio 1988. Williamson, come tutti i membri della Fraternità Sacerdotale San Pio X, rimane sospeso a divinis. Ciò nonostante egli rimase il punto di riferimento di alcuni gruppi cattolici tradizionalisti..
Nell'agosto 2012, Williamson amministrò il sacramento della cresima a 100 fedeli presso il monastero benedettino della Santa Croce a Nova Friburgo, durante una visita non autorizzata nello Stato di Rio de Janeiro, in Brasile. Il superiore del Distretto sudamericano della FSSPX Christian Bouchacourt protestò contro la decisione di Williamson, definendola "un serio atto di disobbedienza". Nell'ottobre del 2012 monsignor Fellay ordinò a Williamson di ritornare immediatamente all'obbedienza verso la Fraternità, appello a cui Williamson rispose con una lettera aperta in cui chiese le dimissioni di Fellay. Il 4 ottobre 2012 Williamson è stato espulso dalla Fraternità Sacerdotale San Pio X per "ripetuti atti di disobbedienza verso i suoi superiori".
Nel luglio 2014 in Francia, con altri sacerdoti d'orientamento opposto al vescovo Fellay il quale auspicherebbe un accordo con Roma, Williamson ha fondato l'Unione sacerdotale Marcel Lefebvre.
Il 19 marzo 2015, nel monastero della Santa Croce a Nova Friburgo (Brasile), Williamson ha consacrato vescovo Jean-Michel Faure, che come lui non è più membro della Fraternità Sacerdotale San Pio X dal 2014: in questo modo incorre nuovamente nella scomunica latae sententiae. Il 19 marzo 2016 ha consacrato un secondo vescovo nella persona del benedettino Tomas de Aquino (Miguel Ferreira da Costa), anch'egli ex membro della FSSPX.
Nel 2017 mons. Williamson ha consacrato vescovo il sacerdote messicano Gerardo Zendejas.
Mons. Williamson ha dichiarato di aver consacrato privatamente un altro vescovo nel 2021, Giacomo Ballini, sacerdote italiano, leader del ramo di Cork dell'unione sacerdotale Marcel Lefebvre.
Il 25 gennaio 2025 viene ricoverato in seguito ad un'emorragia cerebrale. Le sue condizioni sono apparse subito gravi. Su alcuni siti è apparsa la falsa notizia del suo decesso, condizionando così alcune testate giornalistiche come "Il Giornale" che, dopo aver pubblicato la notizia, ha poi rettificato. È morto presso il Queen Elizabeth the Queen Mother Hospital di Margate il 29 gennaio 2025 all'età di 84 anni. I funerali solenni, celebrati da mons. Paul Morgan, si sono svolti il 26 febbraio 2025 a Canterbury.

## Controversie

### Antisemitismo e negazionismo dell'Olocausto
In un'intervista concessa al Catholic Herald ha affermato di non essere antisemita ma di non gradire «i nemici di Nostro Signore Gesù Cristo» e che «se gli ebrei sono nemici di Nostro Signore Gesù Cristo – naturalmente non tutti gli ebrei, ma quelli che lo sono – allora non mi piacciono». Williamson ha anche affermato che gli attentati dell'11 settembre 2001 furono organizzati dai militari statunitensi per giustificare le invasioni di Afghanistan ed Iraq e che le Torri Gemelle crollarono non a causa degli aerei dirottati, ma a causa di missili statunitensi o da altre cause ad essi riconducibili. Williamson sostiene anche l'autenticità dei "Protocolli dei Savi di Sion", un celebre falso documento molto diffuso nei circoli antisemiti e neonazisti. Ha anche affermato che gli ebrei stanno lottando per la dominazione mondiale «per preparare il trono dell'anticristo a Gerusalemme».
In un'intervista concessa il 1º novembre 2008 e trasmessa dalla televisione di Stato svedese SVT il 21 gennaio 2009 Williamson si è reso protagonista di una polemica di stampo negazionista, affermando che nei campi di concentramento nazisti fossero morti 200.000-300.000 ebrei, nessuno dei quali nelle presunte camere a gas. Il 4 febbraio 2009 la Segreteria di Stato della Santa Sede diffuse una nota in cui prende nettamente le distanze da mons. Williamson. Il 9 febbraio 2009 è rimosso dalla direzione del seminario argentino e il 19 febbraio la presidente argentina Cristina Kirchner lo ha dichiarato persona non grata, a causa delle sue «spregevoli dichiarazioni anti-semite», dandogli 10 giorni di tempo per lasciare il Paese.
Il 26 febbraio 2009, in una dichiarazione riportata dall'agenzia di stampa di ispirazione cattolica Zenit, Richard Williamson - di ritorno a Londra dall'Argentina - chiede scusa, tenendo conto delle conseguenze delle sue dichiarazioni sulla Shoah e l'Olocausto alla Chiesa, ai sopravvissuti e ai parenti delle vittime che hanno subito ingiustizie sotto il Terzo Reich. Il 16 aprile 2010 il tribunale di Ratisbona lo condanna, per le sue tesi negazioniste, a una multa di 2.000 euro. Infine, la Corte d'Appello di Norimberga, il 22 febbraio 2012, ha annullato la condanna inflitta a monsignor Richard Williamson dal Tribunale Regionale di Ratisbona, l'11 luglio 2011, per «incitamento all'odio razziale». La Corte d'Appello ha anche deciso che lo Stato di Baviera deve pagare le spese processuali sinora sostenute da Williamson.

### Riconsacrazione di mons. Carlo Maria Viganò
Nel mese di gennaio 2024 su alcuni siti è stata data la notizia di una possibile riconsacrazione di mons. Viganò per le mani di mons. Richard Williamson. Nonostante sul web vi sia un articolo che smentisce tale riconsacrazione, sulla Bussola Quotidiana online è stato riportato che diverse fonti hanno confermato l'avvenuta riconsacrazione di monsignor Viganò e lo stesso Viganò, interpellato dalla Bussola Quotidiana con un'email, non ha smentito la notizia.

## Genealogia episcopale e successione apostolica
La genealogia episcopale è:
- Cardinale Scipione Rebiba
- Cardinale Giulio Antonio Santori
- Cardinale Girolamo Bernerio, O.P.
- Arcivescovo Galeazzo Sanvitale
- Cardinale Ludovico Ludovisi
- Cardinale Luigi Caetani
- Cardinale Ulderico Carpegna
- Cardinale Paluzzo Paluzzi Altieri degli Albertoni
- Papa Benedetto XIII
- Papa Benedetto XIV
- Papa Clemente XIII
- Cardinale Marcantonio Colonna
- Cardinale Giacinto Sigismondo Gerdil, B.
- Cardinale Giulio Maria della Somaglia
- Cardinale Carlo Odescalchi, S.I.
- Vescovo Eugène de Mazenod, O.M.I.
- Cardinale Joseph Hippolyte Guibert, O.M.I.
- Cardinale François-Marie-Benjamin Richard
- Vescovo Marie-Prosper-Adolphe de Bonfils
- Cardinale Louis-Ernest Dubois
- Arcivescovo Jean-Arthur Chollet
- Arcivescovo Héctor Raphaël Quilliet
- Vescovo Charles-Albert-Joseph Lecomte
- Cardinale Achille Liénart
- Arcivescovo Marcel Lefebvre, C.S.Sp.
- Vescovo Richard Williamson

La successione apostolica (senza mandato della Santa Sede) è:
- Vescovo Jean-Michel Faure (2015)
- Vescovo Miguel Ferreira da Costa (2016)
- Vescovo Gerardo Zendejas (2017)
- Vescovo Giacomo Ballini (2021)[30]
- Vescovo Paul Morgan (2022)
- Vescovo Michał Stobnicki (2022)